# Folkmängd
Folkmängd (även invånarantal) är det antal invånare som ett geografiskt avgränsat område har. I Sverige tas statistik över folkmängden fram av Statistiska centralbyrån, SCB. Befolkningsstatistiken baseras på de uppgifter om folkbokförda personer som Skatteverket lämnar till SCB. Statistiken redovisas varje månad, kvartal och helår och innehåller uppgifter om folkmängd och befolkningsförändringar som födda, döda, inflyttade och utflyttade. Uppgifterna redovisas bland annat efter län, kommun, kön, ålder, civilstånd, födelseland och medborgarskapsland.

### Sverige
- Sveriges demografi
- Befolkningstillväxten i Sverige 1850-1950
- Lista över Sveriges historiska befolkning
- Lista över Sveriges landskap efter folkmängd
- Lista över Sveriges kommuner
- Befolkningsutveckling i Göteborg